# IBM 3850
Das IBM 3850 Mass Storage Subsystem  war ein Massenspeichersubsystem der Firma IBM. Es war ein Vorläufer der heutigen Bandbibliotheken und ermöglichte es, Daten auf virtuellen Plattenspeichern zu verwalten.

## Aufbau und Funktionsweise

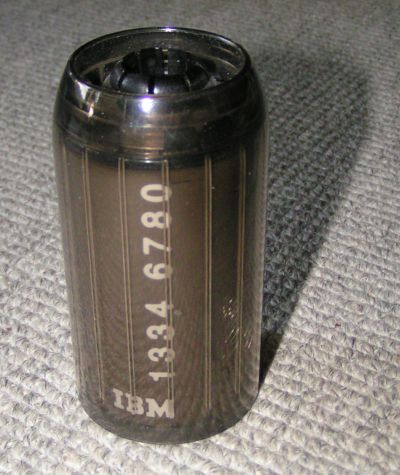
Datenkassette eines IBM 3850

Das IBM 3850 Mass Storage Subsystem bestand aus einer Art Hochregallager, dem IBM 3851 Mass Storage Facility, in welchem zylindrische Magnetbandkassetten (so genannte Cartridges) in sechseckigen Waben gelagert wurden. Diese Kassetten hatten einen Durchmesser von 2 Zoll (5,08 cm) und eine Höhe von 4 Zoll (10,16 cm). Die Länge des Magnetbands war 770 Zoll (19,55 m). Mittels Schrägaufzeichnungstechnologie konnten auf jeder Kassette 50 MB gespeichert werden. Jeweils zwei Kassetten bildeten eine virtuelle Festplatte vom Typ IBM 3330-1 ab.
Die Waben waren entlang der beiden Wände des IBM 3851 angeordnet. Ein Roboter transportierte die Kassetten von den Waben zu den Schreib- und Lesestationen. Eine Ein-/Ausgabestation diente der Einführung von neuen und dem Auswerfen von alten, fehlerhaften Kassetten.
Die eingebaute Steuereinheit verwaltete ein Inventar der Kassetten, das MSS Volume Inventory, welches auf zwei Platten, den Table Packs, redundant gespeichert war. Die Table Packs waren vom Betriebssystem des angeschlossenen Großrechners nicht direkt zugreifbar. Auf den Table Packs war auch das Mikroprogramm der Steuereinheit gespeichert, welches als Overlayprogramm codiert war und dessen Teile bei Bedarf in den Kernspeicher geladen wurden.
Ferner gehörten zum MSS eine Anzahl Platten, die so genannten Staging Drives. Diese waren zunächst vom Typ IBM 3330 (1 oder 11), später auch vom Typ IBM 3350, der allerdings im 3330-Kompatibilitätsmodus betrieben wurde. Die Staging Drives wurden von einer IBM 3830 Storage Control (Modell 3) verwaltet.
Die IBM 3850 besaß ein integriertes Fehlerkorrekturverfahren. Sobald die Anzahl korrigierbarer Fehler einer Kassette einen Schwellwert überschritt, wurde der Inhalt auf eine Leerkassette kopiert, das Inventar nachgeführt und die alte Kassette ausgeworfen.

## Modelle
Die IBM 3850 waren in verschiedenen Modellen lieferbar, teilweise war auch ein Umbau möglich. Grundsätzlich gab es A- und B-Modelle, wobei die Letzteren eine zusätzliche Steuereinheit enthielten. Das kleinste Modell, die A1 konnte auf 706 Kassetten insgesamt 35,3 GB speichern, die A4 brachte es auf 236 GB.

## IBM 3850 und MVS
Im Betriebssystem MVS mussten so genannte virtuelle Units definiert werden. Sobald von einer Anwendung Dateien aus dem MSS verlangt wurden, wurden die Daten von den entsprechenden virtuellen Festplatten in Blöcken zu 4 Zylindern auf die Staging Drives geschrieben und konnten  von dort wie normale Disk-Dateien gelesen werden. Dieser Vorgang wurde Staging genannt. Nach dem Close wurden die Daten auf die Kassetten zurückgeschrieben (so genanntes Destaging), blieben aber so lange wie möglich auf den Staging Drives erhalten.
Die Administration des MSS erfolgte über spezielle IDCAMS-Befehle. Daneben gab es kostenpflichtige Zusatzprogramme wie MSVIZAP.

## Geschichte
In den späten 1960ern begann das IBM-Labor in Boulder (Colorado) unter dem Decknamen Comanche mit der Entwicklung eines Massenspeichersubsystems. Am 9. Oktober 1974 wurde es offiziell als IBM 3850 angekündigt. Einen eigentlichen Boom erlebte die IBM 3850 in den frühen 1980ern. Da die IBM mit der Auslieferung der Platten vom Typ IBM 3380 in Verzug geriet, waren etliche Firmen gezwungen, sich noch ein MSS mit schon damals veralteter Technologie zu beschaffen um das Datenwachstum aufzufangen. Die Unterstützung für die IBM 3850 endete am 6. August 1986.